# Fernando Redondo
Fernando Carlos Redondo Neri (født 6. juli 1969 i Adrogué, Argentina) er en tidligere argentinsk fodboldspiller, der som midtbanespiller spillede adskillige kampe for Argentinas landshold, og havde et langt succesfuldt ophold hos den spanske storklub Real Madrid.
Redondo, der i sine seks år hos Real Madrid vandt to spanske mesterskaber og to Champions League-titler, spillede desuden flere år for Argentinos Juniors og CD Tenerife, inden han afsluttede karrieren hos AC Milan.
Med Argentina vandt han i 1992 Confederations Cup og i 1993 Copa América.